# Champagnac-de-Belair
Champagnac-de-Belair är en kommun i departementet Dordogne i regionen Nouvelle-Aquitaine i sydvästra Frankrike. Kommunen ligger i kantonen Champagnac-de-Belair som tillhör arrondissementet Nontron. År 2022 hade Champagnac-de-Belair 783 invånare.

## Befolkningsutveckling
Antalet invånare i kommunen Champagnac-de-Belair
Referens:INSEE